# 사이러스 밴스
사이러스 로버츠 밴스(Cyrus Roberts Vance, 1917년 3월 27일 ~ 2002년 1월 12일)는 미국의 정치인이자 57대 국무부 장관(1977~1980)이다.
예일 대학교에서 학부와 로스쿨을 졸업하였다. 제2차 세계대전 중에는 해군에 복무하였고, 1947년 뉴욕의 심슨 대처 법률 상회로 들어가 변호사 생활을 하다가 나중에 정부로 이직했다.
1961년 존 F. 케네디 대통령에 의하여 국방성의 최고 상담인으로 임명되었고, 1962년 육군 장관이 되었다. 1964년에는 린든 B. 존슨 대통령에 의하여 국방부 부장관으로 임명되어, 1967년 그리스와 터키 사이의 키프로스 분쟁을 안정시켰다. 1968년과 1969년에는 프랑스 파리에서 열린 베트남 전쟁에 관한 평화회의에서 협상 대리인으로 지냈다.
1977년 지미 카터 대통령 아래에서 국무장관이 되어 미국과 중화인민공화국 간의 외교 관계를 설립하는 주요 역할을 맡았고, 이집트와 이스라엘 간의 평화 조약을 협상하고 소련과 2차 전략 무기 제한 협상을 체결하는 도움을 주었다. 그러나, 1980년 이란에서 터진 미국 대사관 인질 사건에 구출하는 데 실패한 이유로 국무장관 직을 사임하고 말았다.
1991년 후순에 유엔은 밴스에게 발칸반도에서 크로아티아인과 세르비아인 사이의 투쟁을 끝내는 도움을 청하였다. 그의 노력은 1992년에 그곳의 휴전으로 이끌었다.

## 어린 시절
웨스트버지니아주 클락스버그에서 존 칼 밴스와 에이미 로버츠에게 태어났다. 사이러스, 그의 부모와 형은 후에 뉴욕으로 이주하였으며, 그가 5세때 부친이 폐렴으로 갑자기 사망하였다. 유럽에서 유가족이 거주한 한해 후에 밴스는 뉴욕으로 돌아왔다. 부친의 사망에 이어 밴스의 청년 시절에 주요 영향들 중의 하나는 1924년 비성공적인 민주당 대통령 후보였던 자신의 삼촌 존 W. 데이비스였다. 데이비스는 높이 성공적인 검사로 자신의 시기의 다른 변호사보다 더많이 141개의 경우들을 주장하였으며, 어린 사이러스와 논점과 아이디어들을 논의하는 데 시간을 보냈다. 이 시기 동안 밴스는 문제를 해결하는 데 검사의 접근으로 소개되었고, 법률에서 흥미와 함께 스며들었다.

## 교육과 초기 경력
밴스는 코네티컷주에 있는 신앙적 계열의 예비 학교인 켄트 학교에 갔다. 졸업에 이어 그는 예일 대학교에 입학하여 경제학을 전공하였다. 예일 재학 중에 그는 파슨스 디자인 학교의 학생이자 훗날 자신의 부인 그레이스 슬론을 만나 1947년에 결혼하여 5명의 자녀를 두었다. 1942년 예일 로스쿨을 졸업하고, 해군에 입대하여 태평양에서 구축함에 장교로 복무하였다. 제2차 세계 대전에서 자신의 복무에 이어 밴스는 뉴욕으로 돌아와 1947년 이름난 심슨 대처 법률 상회에 가입하였다.

## 워싱턴으로 가다

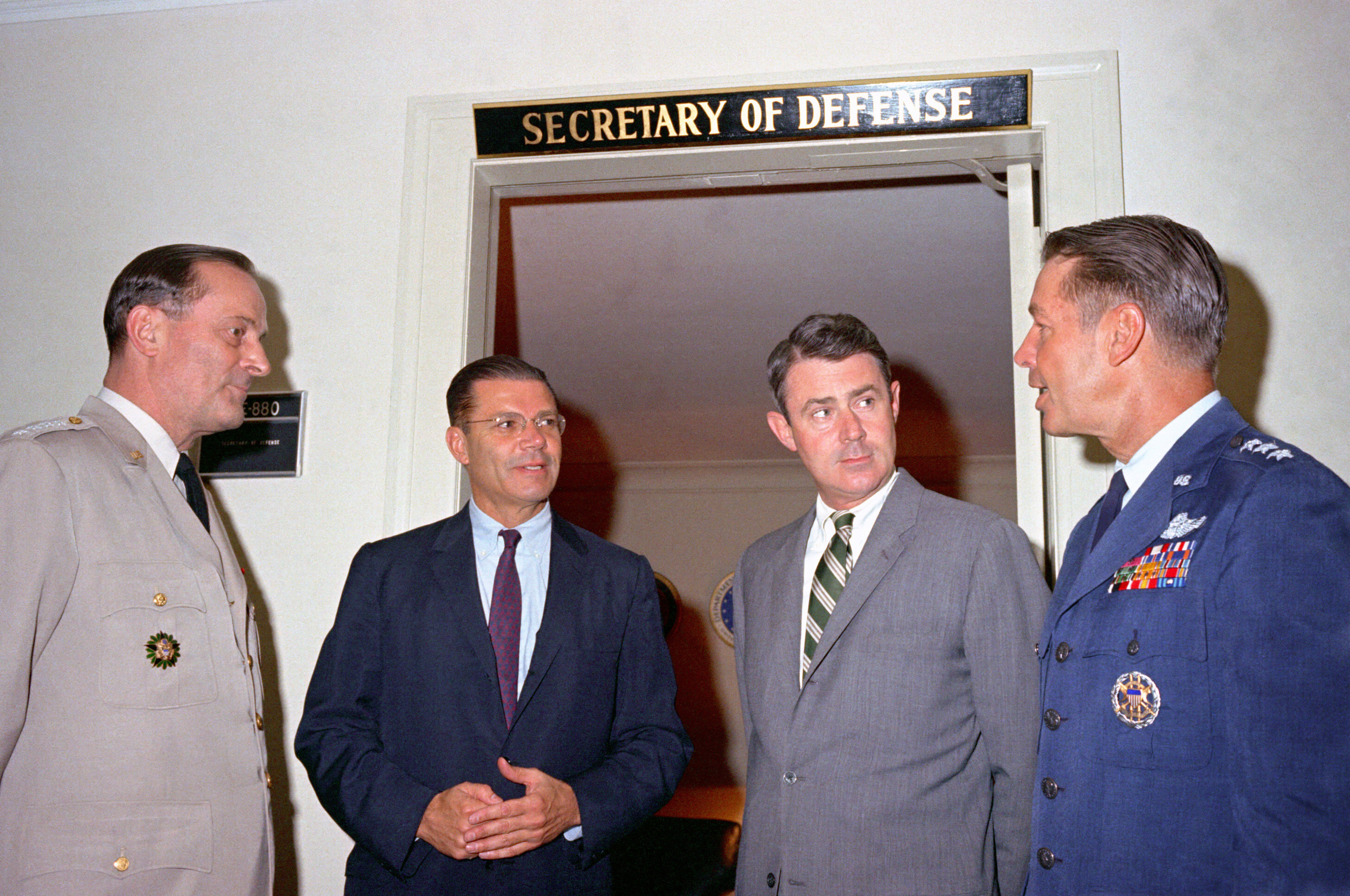
국방부 부장관 시절 (1964년, 좌로부터 얼 G. 윌러 참모총장, 로버트 맥나마라 국방부 장관, 밴스, 데이비드 A. 버치널 공군 중령)

법률 상회에서 연장 파트너가 군사와 우주 프로그램들에 상원의 전략 배치 소위원회에 의하여 조사를 결성하는 도움을 주는 데 자신을 동행하는 것을 밴스에게 의문할 때 그가 워싱턴 D. C.에서 일하는 데 첫 기회는 1957년이었다. 그 결과로서 밴스는 존 F. 케네디와 린든 B. 존슨 행정부에서 직위들의 계승에 근무하였다. 그는 미국 국방부의 일반 상담 (1961년 ~ 62년), 육군 장관 (1962년 ~ 64년)과 로버트 맥나마라 국방부 장관 아래 부장관 (1964년 ~ 67년)이었다. 그는 또한 1962년 키프로스에 터키의 침입과 차지에 이어 섬에서 위기가 일어나는 동안 대통령의 특별 대표를 지내기도 하였으며, 파리 평화 회의에서 미국을 위한 협상자였다. 그는 1977년 지미 카터 대통령의 첫 국무장관으로 임명되어 1980년 자신의 사임까지 그 직위에 근무하였다.

## 57대 국무장관

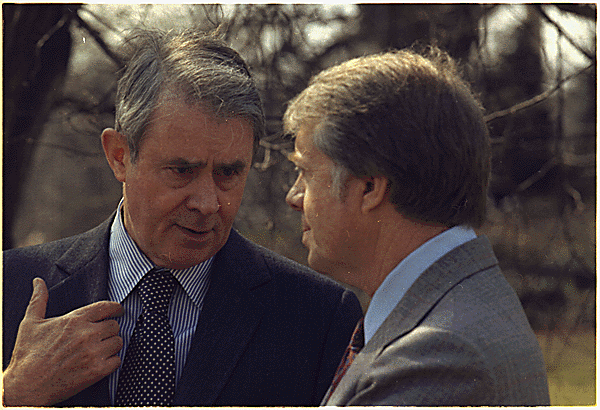
백악관 외부에서 카터 대통령과 함께 (1977년)

밴스는 카터 행정부의 대부분을 위하여 국무장관을 지냈다. 집행의 군사적 위협들보다 외교에 호의를 가진 자들 중의 하나로서 자유주의적으로 인정되면서 밴스는 압박 아래에 있는 동안 고요한 의식을 유지하는 데 자신의 능력과 자신의 협상적인 교모로 알려지고 존중을 받았다. 국무장관으로서 그의 많은 성취들은 얼마간 카터 행정부의 마지막 해 동안 이란 주재 미국 대사관에서 인질로 포획에 의하여 그늘지게 되었다.
국무장관으로서 자신의 재직 기간 동안 밴스의 성취들은 셀 수 없이 많았다. 그는 2차 전략 무기 제한 협상에 협상들을 완료하였다. 미국과 소련 사이에 관계들이 서늘해진 후, 밴스는 무기 제한들을 논의하는 것에 돌파하는 데 소련의 지도자들을 만났다. 협상들은 길고 어려웠으나 카터 대통령과 레오니트 브레즈네프 서기장 사이에 동의하는 서명에 결과를 가져왔다. 카터 행정부는 상원이 조약을 비준하는 것을 거부하면서 본국에서 어려움들을 마주쳐 카터와 밴스를 거대히 좌절하게 놓았다. 카터는 상원의 3분의 2가 찬성을 위하여 투표할 것 같지 않았던 것을 자신이 알아차리면서 소련의 아프가니스탄 침공에 이어 조약에 활동의 결정을 맡기는 데 최후적으로 상원에 의문하였다.
카터의 대통령직의 첫해는 새로운 파나마 운하 조약을 보았다. 베트남 전쟁에 이어 미국에서 가장 분할하는 외교 정책으로서 어떤이들에 의하여 묘사된 동의서는 결국적으로 1977년 9월 워싱턴 D. C.에서 조인되었다. 협상된 동의서들은 최후적으로 2000년까지 파나마에 의하여 파나마 운하의 통제를 위하여 허용하였다. 파나마와 함께 통제가 남으려고 하는 동안 카터 행정부는 운하를 통하여 통행을 안전하게 하는 데 기회로서 미국을 위하여 조약들이 저지하지 않은 국내적 비판들을 보증하는 것을 필요하였다. 밴스는 전부의 다른 배들의 앞쪽에 긴급의 경우에 미국과 파나마 양국의 전함들이 운하를 통과할 수 있던 것을 보증하여 미국에 운하를 보호하는 기회를 허용하였다.

### 캠프데이비드 협정

캠프데이비드에서 평화 협정에 전념하는 데 일을 하는 밴스와 즈비그뉴 브레진스키 국가안보보좌관 (1978년)

이 시기 동안 주요 외교 정책의 성취는 캠프데이비드 협정으로 알려진 이집트와 이스라엘의 중동 국가들 중에 분쟁들을 가라앉히기 위한 체재의 개발이었다. 중동에서 평화를 보호하는 순서에서 장기적 다른점들을 가라앉히는 데 이 2개의 국가와 미국 사이에 협정으로 이끄는 논의들은 메나헴 베긴 총리, 안와르 사다트 대통령과 카터 대통령을 연루하였다. 밴스가 주요 수단이었던 협상들은 2주간 지속되었고, 메릴랜드주 캠프데이비드의 대통령 별장의 특이한 환경에 열렸다. 처음으로 1967년 두 국가 사이에 6일 전쟁에 이어 이스라엘에 의하여 점령된 시나이반도의 이집트로 반환하고, 평화 조약의 체결과 두 국가 사이의 외교 관계의 정상화를 허용하였다. 캠프데이비드 협정으보부터 결과를 가져온 2번째 동의서는 요르단강 서안 지구와 가자 지구에 근심을 가진 다른점들을 해결하는 데 이집트, 이스라엘, 요르단과 팔레스타인의 대표들 사이에 협상들을 마련하였다.
밴스의 협상 실력들이 높이 여겨지고, 그가 그것들을 로디지아(현재 짐바브웨)에서 인종적과 정치적 논쟁들을 가라앉히는 데 영국과 협동에 이용할 수 있었던 동안 외교 정책에 그의 영향력은 카터 행정부의 진행에 서서히 쇠퇴하였다. "데탕트" 시기의 통과는 소련의 아프가니스탄 침공에 의하여 더욱 악화되었다.

### 테헤란 인질 사건
카터 행정부의 마지막 해 동안 미국의 외교 관계들은 이란에서 국왕의 몰락과 1979년 11월 4일 이란의 투사들에 의하여 테헤란의 미국 대사관 직원들의 포획에 의하여 그늘지게 되었다. 미국은 대사관 직원들의 석방을 이루는 데 몇몇의 전략들을 시도하였으나 전부 초기의 시도들이 유효하지 않았다. 백악관 안에서 뒤이어 일어난 토론은 구출 임무의 충당으로서였다. 밴스는 전략에 분투적으로 주장하였으나 그의 직위는 우세하지 않았다. 1980년 4월 24일부터 25일까지 미국은 구출 시도에서 노력했으나 실패하였다. 구출 항공기가 출발에 부딪치고 불탈 때 8명의 미군이 사망하였다. 그해 4월 28일 밴스는 자신의 사임을 제출하였다. 카터가 자신의 후임자 로널드 레이건에게 대통령직을 넘겨주었던 동안 그 일은 미국인 인질들이 444일간 구금 후에 결국 석방된 1981년 취임식이 있던 일까지 일어나지 않았다.

## 유엔의 협상자
1980년 밴스는 자신의 옛 법률 상회 심슨 대처에서 파트너로서 개인적 영역으로 복귀하였다. 1980년대 중반 이래 밴스는 남아프리카공화국, 부룬디, 마케도니아와 그리스, 그리고 아제르바이잔과 아르메니아를 포함한 세계 주위를 협상하는 데 유엔에 의하여 다수의 시간들에 요구되었다. 그의 가장 높은 단면의 유엔 협상들은 보스니아 헤르체고비나에 있어오면서 영국의 데이비드 오언과 공동 의장을 맡았다. 1992년 이래 그는 발칸반도에 놓인 비무장 지대에 자그레브와 베오그라드 사이에 도로를 열고, 다수의 휴전 동의서들과 몇몇의 평화 계획들 같은 중요한 단계들을 협상하는 도움을 주었다. 그의 유엔 업무는 가끔 그를 활발한 상상력 아래로 데려왔으나 그는 낮은 단면을 유지하는 데 지속하여 뉴욕 타임스 같은 발간물들에 몇개의 인터뷰를 주고 몇개의 기사를 썼다. 밴스는 또한 올림피아 앤드 요크 컴퍼니의 R. H. 메이시 백화점의 파산과 재결성 같은 높은 단면의 개인적 협상들에 우두머리를 맡았다. 그는 세계의 사건들에 소감을 남기는 데 자신의 전임자 헨리 키신저와 함께 공동으로 기사들을 썼다.

## 사망
2002년 1월 12일 뉴욕에서 84세의 나이에 알츠하이머병으로 사망하였다. 그의 유해는 알링턴 국립묘지에 안치되었다.